# Giuseppe Laterza
Mons. Giuseppe Laterza (* 12. listopadu 1970 Conversano) je italský římskokatolický duchovní, arcibiskup a apoštolský nuncius.

## Život
Narodil se 12. listopadu 1970 v Conversanu.
Vstoupil do kněžského semináře a po dokončení teologických studií byl 12. listopadu 1994 biskupem Domenicem Padovano vysvěcen na kněze a inkardinován do diecéze Conversano-Monopoli. Roku 1995 získal licenciát z liturgiky a roku 2000 doktorát z kanonického práva. Absolvoval studium Papežské církevní akademie.
Dne 1. července 2003 vstoupil do diplomatických služeb Svatého stolce. Působil na nunciaturách v Uruguayi a Polsku. Následně odešel do Státního sekretariátu do sekce pro vztahy se státy. Před jmenováním biskupem sloužil na nunciaturách v Itálii a Gruzii.
Dne 5. ledna 2023 jej papež František jmenoval apoštolským nunciem v Čadu a Středoafrické republice. Byl mu udělen titul titulárního arcibiskupa z Vartany. Biskupské svěcení přijal 4. března 2023 z rukou kardinála Pietra Parolina a spolusvětiteli byli kardinál Dominique Mamberti a biskup Giuseppe Favale.
Dne 28. května 2024 byl převeden na titulární stolec v Polignanu.